# Coccoloba savannarum
Coccoloba savannarum är en slideväxtart som beskrevs av Paul Carpenter Standley. Coccoloba savannarum ingår i släktet Coccoloba och familjen slideväxter. Inga underarter finns listade i Catalogue of Life.